# Diomedes Grammaticus
Diomedes Grammaticus (altgriechisch Διομήδης Γραμματικός Diomḗdēs Grammatikós) war ein oströmischer Grammatiker.
Zu seiner Person gibt es keine Nachrichten; die einzige Informationsquelle ist seine ars grammatica. Ein Vergleich dieser Grammatik mit anderen Texten dieser Gattung lässt es als plausibel erscheinen, dass Diomedes im griechischsprachigen Osten des Reiches tätig war. Seine intensive Auswertung der Grammatiken des Aelius Donatus und des Flavius Sosipater Charisius verweisen auf einen Zeitraum in der zweiten Hälfte des 4. Jahrhunderts.
Die ars grammatica besteht aus drei Büchern. Das erste Buch behandelt die Wortartenlehre. Im zweiten geht es um sprachliche Einheiten wie Buchstaben und Silben, um Fragen der Prosodie und um den Komplex der Sprachrichtigkeit (vitia et virtutes orationis) und Stilistik; außerdem werden in diesem Buch grundsätzliche Fragen zum Status und zum Zweck der Grammatik thematisiert. Das dritte Buch ist der Metrik und der Poesie gewidmet.

## Textausgaben
- Flavii Sosipatri Charisii artis grammaticae libri V. Diomedis artis grammaticae libri III. Ex Charisii arte grammatica excerpta. In: Grammatici Latini ed. Heinrich Keil. Bd. 1. Teubner, Leipzig 1857 (Digitalisat; Nachdruck Hildesheim 1961).